# Alex Pearce
Alexander James Pearce (Oxford, Inglaterra, 9 de noviembre de 1988) es un futbolista irlandés. Juega de defensa y su equipo es el Bracknell Town F. C. de la Southern Football League de Inglaterra.

## Selección nacional
Ha sido internacional con la selección de fútbol de la República de Irlanda, ha jugado nueve partidos internacionales en los que ha anotado dos goles.

## Clubes
| Club                            | País       | Año       |
| ------------------------------- | ---------- | --------- |
| Reading F. C.                   | Inglaterra | 2006-2015 |
| Northampton Town F. C. (cedido) | Inglaterra | 2007      |
| AFC Bournemouth (cedido)        | Inglaterra | 2007-2008 |
| Norwich City F. C. (cedido)     | Inglaterra | 2008      |
| Southampton F. C. (cedido)      | Inglaterra | 2008      |
| Derby County F. C.              | Inglaterra | 2015-2019 |
| Bristol City F. C. (cedido)     | Inglaterra | 2016      |
| Millwall F. C. (cedido)         | Inglaterra | 2019      |
| Millwall F. C.                  | Inglaterra | 2019-2022 |
| AFC Wimbledon                   | Inglaterra | 2022-2024 |
| Bracknell Town F. C.            | Inglaterra | 2024-     |

## Palmarés

### Campeonatos nacionales
| Título                       | Club          | País       | Año  |
| ---------------------------- | ------------- | ---------- | ---- |
| Football League Championship | Reading F. C. | Inglaterra | 2012 |